# Egyptian National Football League 2016
La Egyptian National Football League 2016 è stata la 2ª edizione del campionato di football americano di primo livello, organizzato dalla EFAF.
La finale è stata giocata il 29 aprile.

## Squadre partecipanti
| Club             | Città               | Stadio | Sponsor ufficiale | Risultato nella stagione 2015 |
| ---------------- | ------------------- | ------ | ----------------- | ----------------------------- |
| AUC Titans       | New Cairo           |        |                   |                               |
| Cairo Bears      | New Cairo           |        |                   |                               |
| Cairo Hellhounds | Il Cairo            |        |                   |                               |
| Cairo Wolves     | Giza                |        |                   |                               |
| GUC Eagles       | New Cairo           |        |                   |                               |
| MSA Tigers       | Città del 6 ottobre |        |                   |                               |

## Stagione regolare

### Calendario

#### 1ª giornata
| 18 marzo 2016, ore 14:30 | Cairo Hellhounds | 10 – 7 referto | Cairo Wolves |  |

| 18 marzo 2016, ore 18:00 | MSA Tigers | 51 – 0 referto | AUC Titans |  |

| 19 marzo 2016, ore 14:30 | Cairo Hellhounds | 21 – 0 referto | MSA Tigers |  |

| 19 marzo 2016, ore 18:00 | GUC Eagles | 33 – 0 referto | Cairo Bears |  |

#### 2ª giornata
| 21 marzo 2016, ore 14:30 | Cairo Hellhounds | 21 – 0 referto | MSA Tigers |  |

#### 3ª giornata
| 24 marzo 2016, ore 18:00 | Cairo Bears | 6 – 13 referto | AUC Titans |  |

| 25 marzo 2016, ore 14:00 | Cairo Wolves | 21 – 20 referto | Cairo Bears |  |

| 25 marzo 2016, ore 18:00 | Cairo Hellhounds | 2 – 0 referto | AUC Titans |  |

| 26 marzo 2016, ore 18:00 | GUC Eagles | 33 – 24 referto | MSA Tigers |  |

#### 4ª giornata
| 1º aprile 2016, ore 14:30 | Cairo Hellhounds | 37 – 8 referto | Cairo Bears |  |

| 1º aprile 2016, ore 18:00 | Cairo Wolves | 0 – 22 referto | MSA Tigers |  |

| 2 aprile 2016, ore 20:00 | GUC Eagles | 25 – 0 referto | AUC Titans |  |

#### 5ª giornata
| 8 aprile 2016, ore 14:30 | GUC Eagles | 20 – 18 referto | Cairo Hellhounds |  |

| 8 aprile 2016, ore 18:00 | Cairo Wolves | 23 – 0 referto | AUC Titans |  |

| 9 aprile 2016, ore 20:00 | Cairo Bears | 8 – 20 referto | MSA Tigers |  |

#### 6ª giornata
| 13 aprile 2016, ore 20:00 | GUC Eagles | 20 – 7 referto | Cairo Wolves |  |

### Classifica
La classifica della regular season è la seguente:
- PCT = percentuale di vittorie, G = partite giocate, V = partite vinte,  P = partite perse, PF = punti fatti, PS = punti subiti

| Pos. | Squadra          | PCT   | G | V | N | P | PF  | PS  |
| ---- | ---------------- | ----- | - | - | - | - | --- | --- |
| 1    | GUC Eagles       | 1.000 | 5 | 5 | 0 | 0 | 131 | 49  |
| 2    | Cairo Hellhounds | .800  | 5 | 4 | 0 | 1 | 88  | 35  |
| 3    | MSA Tigers       | .600  | 5 | 3 | 0 | 2 | 117 | 62  |
| 4    | Cairo Wolves     | .400  | 5 | 2 | 0 | 3 | 58  | 72  |
| 5    | AUC Titans       | .200  | 5 | 1 | 0 | 4 | 13  | 107 |
| 6    | Cairo Bears      | .000  | 5 | 0 | 0 | 5 | 42  | 124 |

## Playoff

### Tabellone
|  | Semifinali | Semifinali       | Semifinali |                  |    | II Egyptian Bowl | II Egyptian Bowl | II Egyptian Bowl |  |
|  |            |                  |            |                  |    |                  |                  |                  |  |
|  | 1          | GUC Eagles       | 14         |                  |    |                  |                  |                  |  |
|  | 1          | GUC Eagles       | 14         |                  |    |                  |                  |                  |  |
|  | 4          | Cairo Wolves     | 7          |                  |    |                  |                  |                  |  |
|  | 4          | Cairo Wolves     | 7          |                  | 1  | GUC Eagles       | 12               |                  |  |
|  |            |                  |            |                  | 1  | GUC Eagles       | 12               |                  |  |
|  |            |                  | 2          | Cairo Hellhounds | 10 |                  |                  |                  |  |
|  | 2          | Cairo Hellhounds | 2          | Cairo Hellhounds | 10 | 28               |                  |                  |  |
|  | 2          | Cairo Hellhounds |            |                  |    |                  |                  |                  |  |
|  | 3          | MSA Tigers       | 22         |                  |    |                  |                  |                  |  |

### Semifinali
| 22 aprile 2016, ore 14:00 | Cairo Hellhounds | 28 – 22 referto | MSA Tigers |  |

| 22 aprile 2016, ore 18:00 | GUC Eagles | 14 – 7 referto | Cairo Wolves |  |

### II Egyptian Bowl
| 29 aprile 2016, ore 18:00 | GUC Eagles | 12 – 10 referto | Cairo Hellhounds |  |

## Verdetti
- GUC Eagles Campioni della ENFL 2016